# Sự kiện Icarus
Sự kiện Icarus (イカルス号事件 Ikarusu-gō jiken) liên quan đến vụ sát hại hai thủy thủ Hải quân Hoàng gia ở Nagasaki, Nhật Bản, vào năm 1867, dẫn đến căng thẳng ngoại giao gia tăng giữa Vương quốc Liên hiệp Anh và Mạc phủ Tokugawa thời kỳ Bakumatsu.
Ngày 5 tháng 8 năm 1867, Robert Ford và John Hutchings, từ tàu xà-lúp chân vịt HMS Icarus của Anh, đã bị một kiếm sĩ vô danh đâm chết trong khu vui chơi Marayuma vùng ngoại vi Nagasaki, nơi được mở cửa dành cho đoàn tàu Anh cập cảng và buôn bán kể từ lúc ký Hiệp ước Thân thiện và Thương mại Anh-Nhật năm 1858.  Cả hai thủy thủ đều 23 tuổi, đã uống rượu và đang ngủ gần lối vào một "quán trà".
Công sứ Anh tại Nagasaki, Marcus Flowers, đổ lỗi cho Mạc phủ Tokugawa vì không bảo vệ được họ và tin rằng Kaientai do Sakamoto Ryōma lãnh đạo đứng sau vụ giết người. Niềm tin này dựa trên những lời đồn đại rằng hai thủy thủ được tìm thấy trong khu vực này, kết hợp với việc một tàu hơi nước của phiên Tosa rời khỏi Nagasaki ngay sau vụ việc.
Tướng quân Tokugawa Yoshinobu chịu sức ép từ Sir Harry Parkes, người đứng đầu Công sứ quán Anh tại Edo, phải tìm cho ra bằng được thủ phạm. Mạc phủ không có ý định tranh cãi bằng chứng, vì nó thuận tiện làm suy yếu một phiên trấn mà lòng trung thành ngày càng không chắc chắn. Giữa hai bên thỏa thuận rằng Mạc phủ sẽ cách chức quan phụng hành Nagasaki và phái 500 lính cảnh vệ đến làm nhiệm vụ giữ gìn trật tự trị an ở khu vực người nước ngoài cư trú. Sau đó, Parkes đi thuyền đến Tosa, vào Kōchi ngày 3 tháng 9 năm 1867. Tại đây, ông đã gặp giới chức Mạc phủ kịp đến trước đó, đề nghị daimyō phiên Tosa là Yamauchi Yōdō bồi thường. Gia lão phiên Tosa là Gotō Shōjirō đứng ra chủ trì các cuộc đàm phán về phía Nhật, và sau nhiều ngày, rõ ràng là người Anh thiếu bằng chứng đầy đủ để kết tội Kaientai. 
 Nước Anh quyết định triệu tập lại các cuộc điều tra ở Nagasaki, nơi có lẽ đã có nhiều bằng chứng hơn, và trợ lý của Parkes là Ernest Satow được cử đi cùng phái đoàn Tosa (bao gồm Sakamoto Ryōma) trở lại Nagasaki vào ngày 9 tháng 9. Khi trở lại Nagasaki, lời buộc tội Kaientai được bãi bỏ vào ngày 4 tháng 10.
Một năm sau, có tin để lộ rằng một samurai của phiên Fukuoka đã ra tay sát hại hai người thủy thủ, và ngay sau đó liền tự sát theo nghi thức seppuku. Gia tộc Fukuoka sau này đành trả tiền bồi thường cho các gia đình thủy thủ ở Anh.
Vụ việc làm giảm lòng tin và sự tin tưởng của người Anh đối với Mạc phủ và quyền kiểm soát vùng Kyūshū của họ, một trong nhiều yếu tố dẫn đến việc người Anh ủng hộ Liên minh Satchō trong Chiến tranh Boshin trong cuộc Minh Trị Duy tân vào năm sau.